# Большеусовская
Большеусовская — упразднённая деревня в Аларском районе Усть-Ордынского Бурятского округа Иркутской области. Входила в муниципальное образование «Аляты». Упразднена в 2015 г.

## География
Деревня располагалась в 60 км к западу от районного центра, на высоте около 554 м над уровнем моря.

## Происхождение названия
Гавриил Богданов считает, что данное название — русифицированное бурятское и происходит от бурят-монгольского ус — «вода». Станислав Гурулёв предполагает, что название это происходит от фамилии Усов.

## Население
| 2002 | 2010 | 2011 | 2012 |
| ---- | ---- | ---- | ---- |
| 1    | ↘0   | →0   | →0   |